# Komeet Arend-Roland
De Komeet Arend-Roland is een komeet die op 8 november 1956 werd ontdekt door de twee Belgische onderzoekers Sylvain Arend en Georges Roland.
De komeet had een brede staart en een dunne naaldvormige punt. De naaldvormige punt is een brede waaier van opzij gezien. De komeet is slechts eenmaal waargenomen.